# Beach Soccer Intercontinental Cup 2018
La Beach Soccer Intercontinental Cup 2018 (Huawei Beach Soccer Intercontinental Cup Dubai 2018 per ragioni di sponsorizzazione) è stata l’ottava edizione del torneo, Beach Soccer Intercontinental Cup. Si è svolto presso la spiaggia di Jumeirah a Dubai, negli Emirati Arabi Uniti dal 6 al 10 novembre 2018. Otto squadre hanno partecipato alla competizione.

## Squadre partecipanti
Sono otto le squadre che hanno preso parte alla competizione, inclusi i padroni di casa, gli attuali vincitori della Coppa del Mondo e uno per ognuno dei sei campionati regionali ospitati dalle confederazioni della FIFA. Tuttavia, quest'anno la CONMEBOL non ha disputato campionati regionali regionale, così che la UEFA ha portato due squadre.
Complessivamente, Europa e Asia erano rappresentate da due nazioni; Africa, America del Sud, America del Nord e Oceania, una nazione ciascuno.

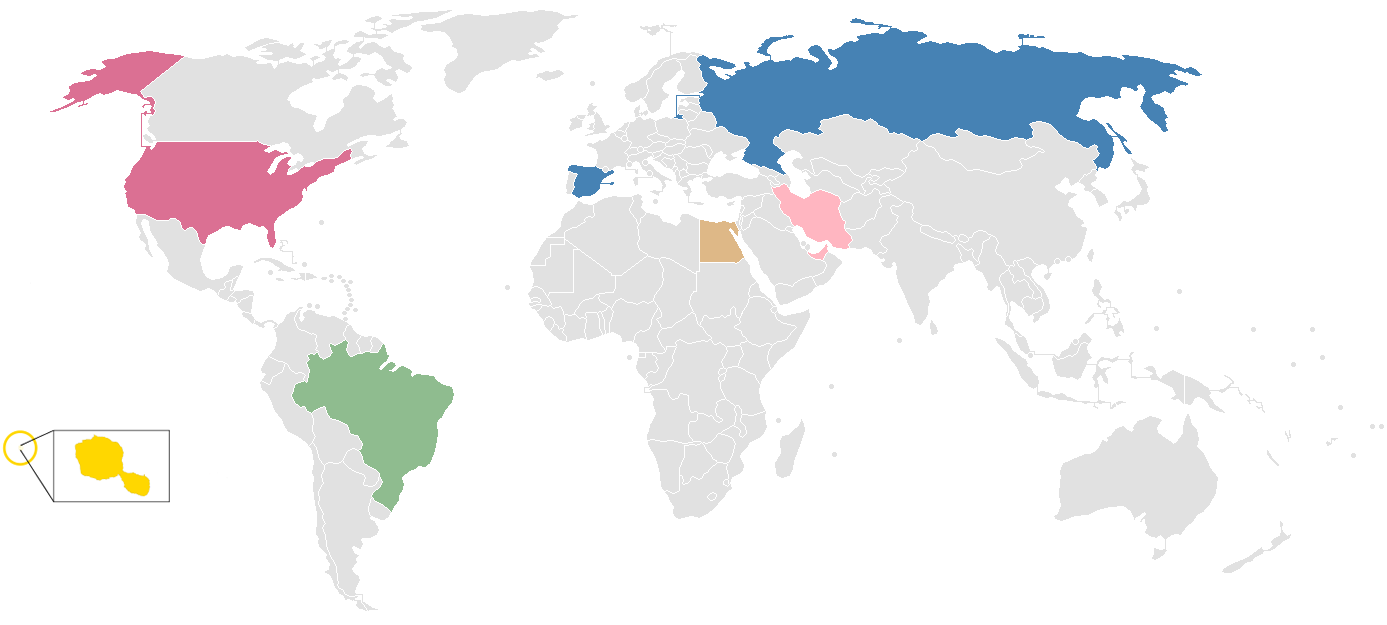
Mappa delle squadre partecipanti

| Squadra             | Confederazione | Piazzamenti recenti                               | Partecipazioni |
| ------------------- | -------------- | ------------------------------------------------- | -------------- |
| Emirati Arabi Uniti | AFC            | Paese ospitante1                                  | 8              |
| Brasile             | CONMEBOL       | Campionato mondiale di beach soccer 2017 Campione | 7              |
| Iran                | AFC            | AFC Beach Soccer Championship 2017 Campione       | 6              |
| Egitto              | CAF            | Africa Beach Soccer Cup of Nations 2016 3º        | 4              |
| Russia              | UEFA           | Euro Beach Soccer League 2018 4º                  | 8              |
| Spagna              | UEFA           | Euro Beach Soccer League 2018 2º                  | 1              |
| Tahiti              | OFC            | Campionato mondiale di beach soccer 2017 2º       | 5              |
| Stati Uniti         | CONCACAF       | CONCACAF Beach Soccer Championship 2017 5º        | 4              |

1. Qualificata come Paese ospitante, ma è anche arrivata seconda nella AFC Beach Soccer Championship 2017

## Fase a gironi

### Grupp A
| Pos | Squadra                 | G | V | W+ | WP | P | GF | GS | DG  | Pt | Qualificazione |
| --- | ----------------------- | - | - | -- | -- | - | -- | -- | --- | -- | -------------- |
| 1   | Brasile                 | 3 | 3 | 0  | 0  | 0 | 24 | 8  | +16 | 9  | Finali         |
| 2   | Egitto                  | 3 | 2 | 0  | 0  | 1 | 15 | 17 | −2  | 6  | Finali         |
| 3   | Emirati Arabi Uniti (H) | 3 | 1 | 0  | 0  | 2 | 7  | 16 | −9  | 3  | Piazzamenti    |
| 4   | Spagna                  | 3 | 0 | 0  | 0  | 3 | 12 | 17 | −5  | 0  | Piazzamenti    |

| Squadra 1           | Risultato       | Squadra 2           |
| ------------------- | --------------- | ------------------- |
| Brasile             | 5-2 Report(ru)  | Spagna              |
| Egitto              | 3-1 Report(ru)  | Emirati Arabi Uniti |
| Brasile             | 10-5 Report(ru) | Egitto              |
| Emirati Arabi Uniti | 5-4 Report(ru)  | Spagna              |
| Egitto              | 7-5 Report(ru)  | Spagna              |
| Brasile             | 9-1 Report(ru)  | Emirati Arabi Uniti |

### Grupp B
| Pos | Squadra     | G | V | W+ | WP | P | GF | GS | DG  | Pt | Qualificazione |
| --- | ----------- | - | - | -- | -- | - | -- | -- | --- | -- | -------------- |
| 1   | Iran        | 3 | 3 | 0  | 0  | 0 | 15 | 5  | +10 | 9  | Finali         |
| 2   | Russia      | 3 | 2 | 0  | 0  | 1 | 22 | 12 | +10 | 6  | Finali         |
| 3   | Tahiti      | 3 | 0 | 1  | 0  | 2 | 15 | 17 | −2  | 2  | Piazzamenti    |
| 4   | Stati Uniti | 3 | 0 | 0  | 0  | 3 | 10 | 28 | −18 | 0  | Piazzamenti    |

| Squadra 1 | Risultato          | Squadra 2   |
| --------- | ------------------ | ----------- |
| Russia    | 7-6 Report(ru)     | Tahiti      |
| Iran      | 8-1 Report(ru)     | Stati Uniti |
| Russia    | 13-6 Report(ru)    | Stati Uniti |
| Iran      | 4-2 Report(ru)     | Tahiti      |
| Tahiti    | 7-6 dts Report(ru) | Stati Uniti |
| Iran      | 3-2 Report(ru)     | Russia      |

## Piazzamenti

### Semifinali 5º-8º posto
| Squadra 1   | Risultato      | Squadra 2           |
| ----------- | -------------- | ------------------- |
| Spagna      | 9-1 Report(ru) | Tahiti              |
| Stati Uniti | 5-3 Report(ru) | Emirati Arabi Uniti |

### Finale 7º-8º posto
| Squadra 1           | Risultato      | Squadra 2 |
| ------------------- | -------------- | --------- |
| Emirati Arabi Uniti | 7-6 Report(ru) | Tahiti    |

### Finale 5º-6º
| Squadra 1   | Risultato      | Squadra 2 |
| ----------- | -------------- | --------- |
| Stati Uniti | 4-3 Report(ru) | Spagna    |

## Finali

### Semifinali
| Squadra 1 | Risultato                  | Squadra 2 |
| --------- | -------------------------- | --------- |
| Iran      | 3-1 Report(ru)             | Egitto    |
| Russia    | 5-5 dts 3-1 dcr Report(ru) | Brasile   |

### Finale 3º-4º posto
| Squadra 1 | Risultato      | Squadra 2 |
| --------- | -------------- | --------- |
| Brasile   | 5-3 Report(ru) | Egitto    |

### Finale
| Squadra 1 | Risultato      | Squadra 2 |
| --------- | -------------- | --------- |
| Iran      | 4-2 Report(ru) | Russia    |

## Classifica finale
| Pos. | Squadra             |
| ---- | ------------------- |
| 1    | Iran                |
| 2    | Russia              |
| 3    | Brasile             |
| 4    | Egitto              |
| 5    | Stati Uniti         |
| 6    | Spagna              |
| 7    | Emirati Arabi Uniti |
| 8    | Tahiti              |